# The Liar and His Lover
The Liar and His Lover (hangul: 명불허전, también conocida como Lovely Love Lie), es una serie de televisión surcoreana transmitida del 20 de marzo del 2017 hasta el 9 de mayo del 2017 por medio de la cadena tvN.
La serie estuvo basada en "Kanojo wa Uso o Aishisugiteru" de la mangaka japonesa Kotomi Aoki.
Contó con la participación invitada de Park Hae-soo, Kim Young-pil, Momoland, INX, Baek Soo-ryun, Park Hye-na, Kim Yong-gun, entre otros...

## Historia
La serie narra una historia de amor entre el genio compositor de música Kang Han-gyul, el miembro "oculto" la banda "Crude Play", quien escribe canciones exitosas y que suele inspirarse escuchando a otros cantar, pero que esconde su verdadera identidad y se hace conocer por "K" y una joven estudiante, Yoon So-rim.
So-rim está enamorada de Han-gyul desde la primera vez que lo vio y ha decidido encontrarlo y confesarle sus sentimientos; aunque se encuentran muchas veces, al principio Han-gyul rechaza a So-rim debido a su edad y al hecho de que ambos no se conocen, sin embargo con su hermosa voz y su puro corazón, pronto Han-gyul comienza a enamorarse de ella.
La vida de So-rim cambia completamente después de conocer a Han-gyul, su voz la lleva a entrar en la industria de la música junto a sus amigos de la infancia y terminan formando una banda llamada "Mush & Co.".
Poco después, Seo Chan-young, el bajista de la famosa banda "Crude Play" se convierte en su productor y también termina enamorándose de ella.

## Reparto

### Personajes principales

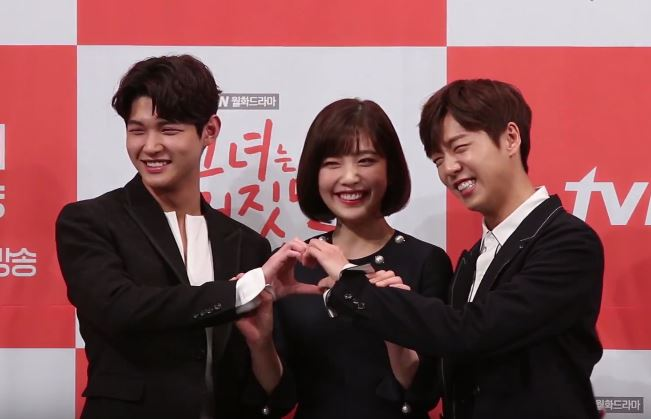
El elenco principal Lee Seo-won, Joy y Lee Hyun-woo durante la conferencia de prensa de la serie en 2017.

| Actor          | Personaje      | Ocupación                                                     | Episodios | Duración |
| -------------- | -------------- | ------------------------------------------------------------- | --------- | -------- |
| Lee Hyun-woo   | Kang Han-gyul  | Productor Musical / ex-Bajista y ex-Miembro de "Crude Play"   | 16        | 2017     |
| Joy            | Yoon So-rim    | Vocalista de la Banda "Mush & Co."                            | 16        | 2017     |
| Lee Seo-won    | Seo Chan-young | Bajista y Miembro de "Crude Play" / Productor de "Mush & Co." | 16        | 2017     |
| Lee Jung-jin   | Choi Jin-hyuk  | Director de "Sole Music"                                      | 16        | 2017     |
| Hong Seo-young | Chae Yoo-na    | Cantante                                                      | 16        | 2017     |

### Personajes recurrentes
| Actor          | Personaje     | Ocupación                                                 | Episodios | Duración |
| -------------- | ------------- | --------------------------------------------------------- | --------- | -------- |
| Kim Sung-joo   | Yoo Si-hyun   | Líder y Vocalista de "Crude Play"                         | -         | 2017     |
| Shin Je-min    | Lee Yoon      | Guitarrista y Tecladista de "Crude Play"                  | -         | 2017     |
| Jang Ki-yong   | Ji In-ho      | Baterista y Rapero de "Crude Play"                        | -         | 2017     |
| Choi Min-soo   | Kang In-woo   | Cantante / Padre de Han-gyul                              | -         | 2017     |
| Lee Ha-eun     | Yeon Soo-yeon | Empleada de "Sole Music"                                  | -         | 2017     |
| Song Kang      | Baek Jin-woo  | Guitarrista de "Mush & Co" / Amigo de So-rim              | 16        | 2017     |
| Park Jong-hyuk | Lee Kyu-seon  | Baterista de "Mush & Co" / Amigo de So-rim                | 16        | 2017     |
| Kim In-kwon    | Bong Won-bin  | Maestro de So-rim                                         | -         | 2017     |
| Im Ye-jin      | Kim Soon-hee  | Dueña de "Happy Fruits and Vegetables" / Abuela de So-rim | -         | 2017     |
| Jeon Yoo-rim   | Lee Se-jung   | Compañera de Clases de So-rim                             | -         | 2017     |
| Park Ji-young  | Yoo Hyun-jung | CEO de "Who Entertainment"                                | -         | 2017     |

### Otros personajes
| Actor          | Personaje | Ocupación | Episodio donde apareció | Duración |
| -------------- | --------- | --------- | ----------------------- | -------- |
| Yang Kyung-won | Kim-eun   | -         | -                       | 2017     |

### Apariciones especiales
| Actor    | Personaje | Ocupación     | Episodio donde apareció | Duración |
| -------- | --------- | ------------- | ----------------------- | -------- |
| Momoland | Momoland  | Grupo Musical | 6                       | 2017     |

## Episodios
La serie estuvo conformada por 16 episodios, los cuales fueron emitidos cada lunes y martes a las 23:00 horas (zona horaria de Corea (KST)).

## Producción
La serie estuvo basada en "Kanojo wa Uso o Aishisugiteru" de la mangaka japonesa Kotomi Aoki.
Dirigida por Kim Jin-min junto con el director creativo Jinnie Jin-hee Choi, y escrita por Kim Kyung-Min.
La producción estuvo a cargo de Jung Se-ryung, junto con los productores ejecutivos Park Ho-shik, Moon Suk-hwan y Oh Kwang-hee.
Contó con la compañía de producción "Bon Factory", y fue distribuida por tvN.

### Emisión en otros países
| País      | Cadenas           | Fecha de Inicio         | Fecha de Finalización |
| --------- | ----------------- | ----------------------- | --------------------- |
| Hong Kong | now Entertainment | 8 de junio de 2017      | -                     |
| Japón     | Mnet              | 4 de junio de 2017      | -                     |
| Filipinas | GMA News TV       | 9 de septiembre de 2019 | -                     |